# Vassili Sinaïski
Vassili Serafimovitch Sinaïski (en russe : Васи́лий Серафи́мович Сина́йский), né le 20 avril 1947 dans la République des Komis en URSS, est un pianiste et chef d'orchestre russe.

## Biographie
Il étudie la direction d'orchestre au conservatoire de Léningrad avec Ilia Moussine et commence sa carrière comme assistant de Kirill Kondrachine à l'Orchestre philharmonique de Moscou. En 1973, il remporte la médaille d'or du Concours Karajan à Berlin.
De 1976 à 1999, Sinaïski est chef principal de l'Orchestre symphonique national de Lettonie. Il occupe ensuite le poste de chef principal et directeur musical de l'Orchestre philharmonique de Moscou de 1991 à 1996. Il est également principal chef invité de l'Orchestre philharmonique des Pays-Bas, du Théâtre Bolchoï et, jusqu'en 2002, directeur musical de l'Orchestre symphonique de la fédération de Russie (anciennement Orchestre symphonique d'État de l'URSS dirigé durant trente cinq ans par le célèbre chef russe Ievgueni Svetlanov)
De 1996 à janvier 2012, Vassili Sinaïski est principal chef invité de l'Orchestre philharmonique de la BBC avec lequel il réalise plusieurs enregistrements pour Chandos Records, notamment des œuvres de Karol Szymanowski, Rodion Chtchedrine, Mily Balakirev, Nikolaï Rimski-Korsakov et Franz Schreker, ainsi qu'une série d'enregistrements consacrés à la musique de film de Dmitri Chostakovitch. Sinaïski occupe aujourd'hui le poste de chef émérite du Philharmonique de la BBC.
Sinaïski est également chef principal de l'Orchestre symphonique de Malmö de janvier 2007 jusqu'en 2011, orchestre à la tête duquel il a réalisé plusieurs enregistrements pour le label Naxos consacrés notamment à la musique de Franz Schmidt,.
À partir de la saison 2009-2010, il devient chef en résidence du Théâtre Bolchoï. En août 2010, il est nommé directeur musical et chef principal du Bolchoï qu’il dirigera jusqu’en 2013.

## Enregistrements
- Chostakovitch : Film Music Vol. 1.  Chandos 10023
- Chostakovitch : Film Music Vol. 2.  Chandos 10183
- Balakirev : Symphony 1, Overture King Lear, In Bohemia.  Chandos 24129
- Liadov : Baba Yaga, Enchanted Lake, Kikimora. Chandos 9911